# Alue Siron
Alue Siron is een bestuurslaag in het regentschap Nagan Raya van de provincie Atjeh, Indonesië. Alue Siron telt 219 inwoners (volkstelling 2010).